# آرجیت سینگ
آرجیت سینگ (انگلیسی: Arijit Singh؛ زادهٔ ۲۵ آوریل ۱۹۸۷) یک خواننده اهل هند است.او به عنوان یکی از خواننده پخش موفق‌ترین و مشهور در صنعت در زمان حاضر در نظر گرفته شده‌است.

## برخی از فیلم‌شناسی
- روی
- قلب سخت
- تماشا
- دلداده
- قطار چنای
- عاشقی ۲
- جوانی و دیوانگی
- برفی
- کوکتل